# Cantonul Plancoët
Cantonul Plancoët este un canton din arondismentul Dinan, departamentul Côtes-d'Armor, regiunea Bretania, Franța.

## Comune
- Bourseul
- Corseul
- Créhen
- Landébia
- Languenan
- Plancoët (reședință)
- Pléven
- Pluduno
- Saint-Lormel